# Gavialidium productum
Gavialidium productum är en insektsart som först beskrevs av Walker, F. 1871.  Gavialidium productum ingår i släktet Gavialidium och familjen torngräshoppor. Inga underarter finns listade i Catalogue of Life.